# Ограбление по-английски
«Ограбление по-английски» (англ. High Heels and Low Lifes) — фильм режиссёра Мэла Смита.

## Сюжет
Две подружки, узнав о готовящемся ограблении банка, пытаются путём шантажа заставить грабителей заплатить выкуп за молчание.

## В ролях
| Актёр          | Роль     |
| -------------- | -------- |
| Минни Драйвер  | Шэннон   |
| Мэри Маккормак | Франсис  |
| Кевин Макнелли | Мэйсон   |
| Марк Уильямс   | Тремэйн  |
| Дэнни Дайер    | Дэнни    |
| Майкл Гэмбон   | Кэрригэн |
| Хью Бонневилль | фермер   |